# Terrain d'entraînement d'Orzysz
 (octobre 2019).
Si vous disposez d'ouvrages ou d'articles de référence ou si vous connaissez des sites web de qualité traitant du thème abordé ici, merci de compléter l'article en donnant les références utiles à sa vérifiabilité et en les liant à la section « Notes et références ».
Le terrain d'entraînement d'Orzysz est un terrain d’entraînement situé en Pologne dans le Voïvodie de Varmie-Mazurie dans le powiat de Pisz.